# The Moon (藤原さくらの曲)
「The Moon」（ザ ムーン）は、日本のシンガーソングライターの藤原さくらの楽曲。2018年2月7日にSPEEDSTAR RECORDSから配信限定シングルとして発売された。

## 解説
家入レオ×大原櫻子×藤原さくら名義でリリースされた「恋のはじまり」以来約5ヶ月ぶりの配信リリース。単独名義では、これまでにシングルやアルバムに収録の楽曲の先行配信としてのリリースはあったが、新曲としてのリリースは本作が初となる。
本作は劇場版アニメへ描き下ろしの楽曲。作詞作曲は藤原、サウンドプロデュースはmabanuaが手がけた。
ジャケットデザインは藤田二郎。
配信開始の前日である2月6日にYouTubeにてミュージック・ビデオ（ショートバージョン）が公開された。これは、『コードギアス 反逆のルルーシュII 叛道』の映像を編集したもの。このミュージック・ビデオのフルバージョンは、翌年にリリースされた映像作品『『野外音楽会2018』Live at 日比谷野外大音楽堂 20180715』に特典映像として収録されている。
2018年1月25日に藤原のラジオ番組『モーモータウンレディオ』（bayfm）にて初オンエアされた。

## 収録曲
1. The Moon（4:19）
（作詞・作曲：藤原さくら / 編曲：mabanua）
劇場版アニメ『コードギアス 反逆のルルーシュII 叛道』主題歌で、同映画のために書き下ろされた楽曲[5]。
藤原は、「作品に入り込むうちに強く感じた『何が本当の正義なのか？』『誰が正しくて、誰が間違っているのか』というたやすく答えが出せない問いや、ただ愛する人を守りたいだけなのに、互いの正義がぶつかり合うことで傷つけ合ってしまうこと悲しみや葛藤そしてそこにある愛を歌に込めた」とコメントしている[6]。
同年6月13日に発売された2ndEP『green』で、初CD化及びアルバム初収録となった。
2. The Moon (Guitar Instrumental)（2:08）
（作曲：藤原さくら / 編曲：柳下"DAYO"武史（SPECIAL OTHERS））
SPECIAL OTHERSの柳下"DAYO"武史によるギター演奏。未CD化作品。

## 参加ミュージシャン
- 藤原さくら - ボーカル
- 柳下"DAYO"武史（SPECIAL OTHERS） - ギター（＃2）
- mabanua：その他音源、サウンドプロデュース

## 収録アルバム
The Moon
- green
- 映画『コードギアス 復活のルルーシュ』オリジナル サウンドトラック